# Marco Vécio Bolano
Marco Vécio Bolano (em latim: Marcus Vettius Bolanus) foi um político e militar romano nomeado cônsul sufecto para o nundínio de setembro a dezembro de 66 com Marco Arrúncio Áquila. Foi um leal partidário do imperador Vitélio.
Marco Vécio Bolano, cônsul ordinário em 111, e Caio Clódio Crispino, cônsul ordinário em 112, provavelmente eram seus filhos.

## História
Desconhecem-se as origens da carreira política de Bolano, embora seja conhecido que serviu na província romana da Ásia sob as ordens do general Cneu Domício Córbulo em 62, que fora enviado para Oriente pelo imperador Nero com o objetivo de fazer que os partos se retirassem aos seus territórios, cujas fronteiras cruzaram violando o acordo de paz entre ambas as potências.
Em 69, o breve imperador Vitélio enviou-o para substituir o fugido Marco Trebélio Máximo no governo da província romana da Britânia. Esta nomeação tornou-se efetiva no meio da guerra civil resultante da morte de Nero, conhecida habitualmente sob o nome de "ano dos quatro imperadores". Trebélio foi forçado a fugir por um motim liderado por Marco Róscio Célio, comandante da Legio XX Valeria Victrix. A Bolano se juntou a XIV Gemina, que havia deixado a Britânia em 67 e ainda era leal ao adversário derrotado por Vitélio, Otão.
Bolano teve de fazer face a uma segunda insurreição de Venúcio, líder dos Brigantes, poderoso povo britano. Cartimândua, a ex-mulher de Venúcio e rainha dos brigantes, permanecera fiel como monarca cliente do Império Romano durante vinte anos, e posicionara-se do lado dos romanos durante a primeira insurreição do seu ex-marido. Nesta ocasião porém, Bolano só conseguiu enviar tropas auxiliares. Com estes míseros reforços, Cartimândua não pôde fazer face a Venúcio e viu-se obrigada a deixar o seu reino nas mãos dos insurretos.
No fim de 69, a situação em Roma mudara notavelmente. Vitélio fora vencido e executado pelo general dos exércitos do oriente, Vespasiano, e o seu aliado, o governador de Síria, Caio Licínio Muciano. A XIV Gemina foi retirada novamente em 70 para ajudar a sufocar revoltas no baixo Reno e Róscio Célio foi substituído como comandante da XX Valeria Victrix por Cneu Júlio Agrícola. Bolano permaneceu como governador até 71. 
O poeta Estácio cita-o a respeito das suas construções de defesas em território hostil e das suas vitórias sobre os britanos, e sugere que, antes do final de seu mandato, Bolano reconquistou vários territórios perdidos durante a revolta. Foi substituído pelo parente do imperador Quinto Petílio Cerial, que lavrara fama de militar ao pôr fim à revolta dos auxiliares batavos liderados por Caio Júlio Civil durante a Revolta dos Batavos.